# Rolland
Rolland este o localitate din comuna  , provincia Hordaland, Norvegia, cu o suprafață de 1,66 km² și o populație de 3.668 locuitori (2013).